# Vítoli
Vítoli (Vitoli) är en ort i Grekland.   Den ligger i prefekturen Fthiotis och regionen Grekiska fastlandet, i den centrala delen av landet, 180 km nordväst om huvudstaden Aten. Vítoli ligger 207 meter över havet och antalet invånare är 245.
Terrängen runt Vítoli är kuperad åt nordväst, men åt sydost är den bergig. Vítoli ligger nere i en dal som går i öst-västlig riktning. Runt Vítoli är det ganska glesbefolkat, med 25 invånare per kvadratkilometer. Närmaste större samhälle är Makrakómi, 6,7 km öster om Vítoli. Omgivningarna runt Vítoli är en mosaik av jordbruksmark och naturlig växtlighet.